# Telefunken
Telefunken (до 1955 года — нем. Telefunken Gesellschaft für drahtlose Telegraphie m.b.H.) — немецкая промышленная компания, которая известна, прежде всего, как производитель теле- и радиооборудования, средств связи. Основана в 1903 году.

## История

### Со дня основания до 1945 года

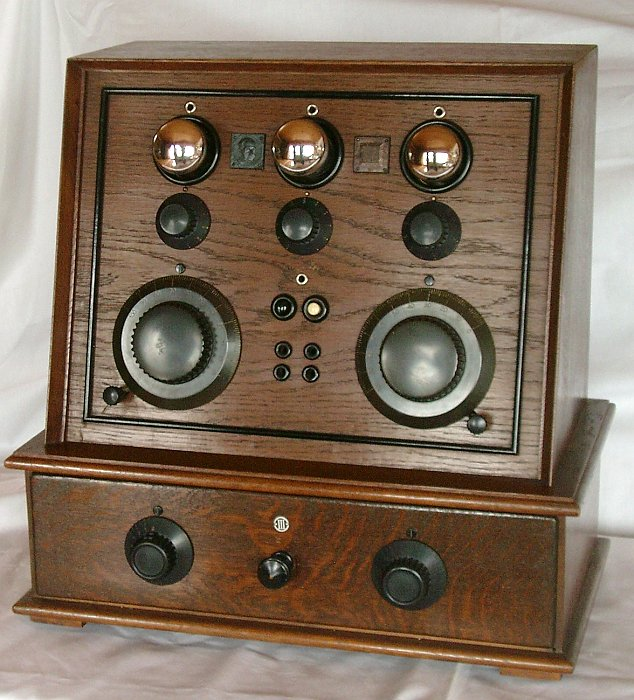
Радио Telefunken 3/26a (1926)

Компания была основана в 1903 году. Непосредственно перед её созданием фирмы Siemens & Halske и AEG не могли прийти к согласию относительно совместно разработанных патентов. В урегулирование разногласий вмешался лично Кайзер Вильгельм II, который счёл необходимым создание нового совместного предприятия с уставным капиталом в 300 тыс. марок. Фирма получила название Gesellschaft für drahtlose Telegraphie m.b.H., System Telefunken. Первым техническим директором стал граф Георг фон Арко, до этого он работал в AEG. В 1923 году название фирмы было изменено на Telefunken Gesellschaft für drahtlose Telegraphie m.b.H.
Компания быстро развивалась. К концу 1930-х годов численность персонала составляла 23 500 сотрудников, а во время Второй мировой войны достигла 40 тыс. человек. В 1941 году концерн AEG выкупил у фирмы Siemens & Halske 50 % акций Telefunken, данные им при совместном создании фирмы. Отныне предприятие стало стопроцентной дочерней компанией AEG. Однако, в условиях войны Siemens & Halske было разрешено использовать совместные патенты в своих разработках.
После секретной встречи Гитлера с промышленниками 20 февраля 1933 года компания профинансировала предвыборную кампанию нацистов на десятки тысяч рейхсмарок.
Во время войны Telefunken стала ведущей немецкой фирмой в деле производства средств связи, радиолокационного оборудования, других беспроводных радиоустройств. Кроме того, в военных лабораториях фирмы был разработан целый ряд систем наведения образцов управляемого вооружения (авиабомб и ракет): Kehl I (Fritz X), Kehl III (Hs 293), Kehl IV (Fritz X/Hs 293), Brigg, Walzenbrigg, Fregatte и др.

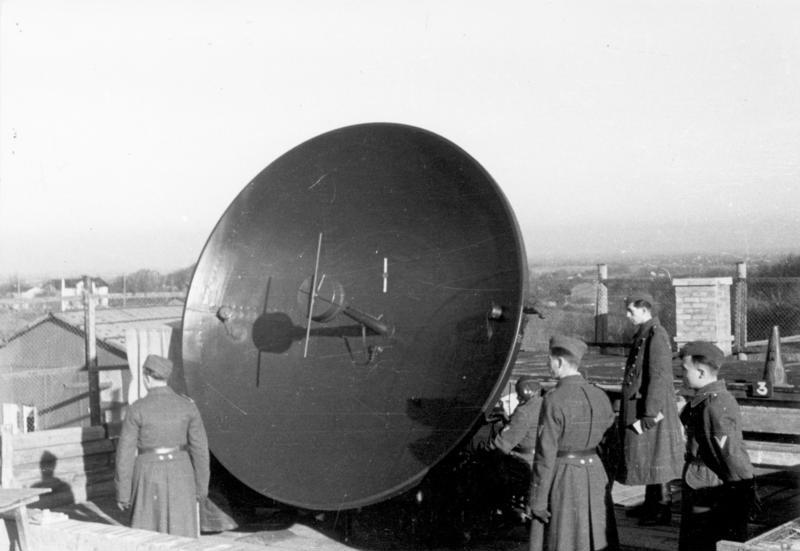
Радар Telefunken 1942 год

Из-за непрекращающихся бомбардировок союзников производства предприятия перенесли на восток — в земли Тюрингии, Саксонии и Силезии. Все они оказались в руках польских и советских вооружённых сил.

### После войны и до 1967 года

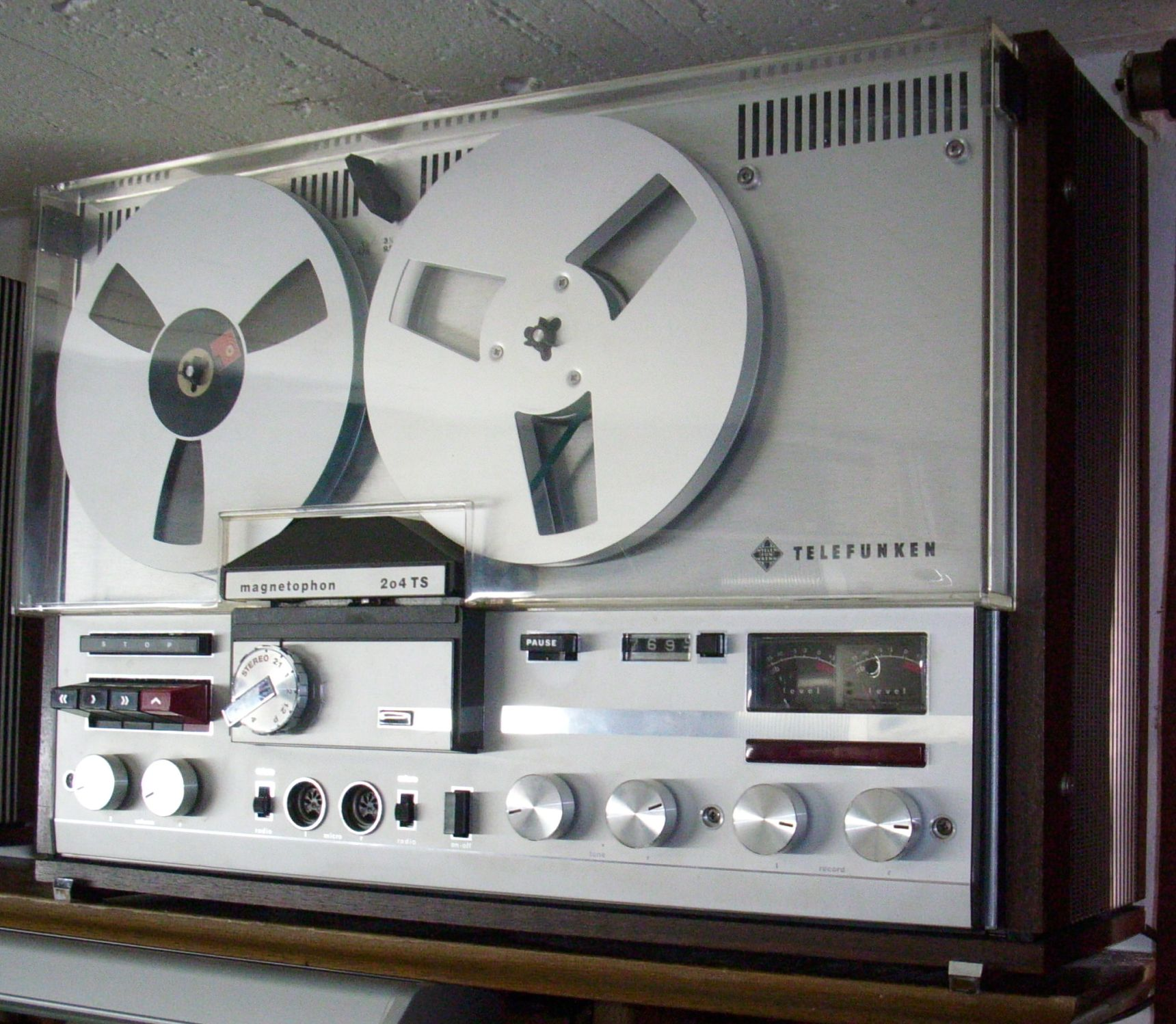
Катушечный магнитофон Magnetophon 204 TS

После окончания войны захваченные производства активно использовались Советским Союзом в рамках репарационных соглашений. Центральный офис в Берлине был сожжён. Тем не менее компания сохранилась. Завод в Целендорфе оказался в американской зоне Западного Берлина.
В начале 1950-х годов Telefunken переезжает в Западный Берлин. В 1955 году фирма была переименована в Telefunken GmbH, а в 1963 году — в Telefunken AG.
В послевоенные годы компания вынуждена была переключиться со специального радиооборудования на бытовое. Например, радиоприёмники Telefunken достаточно широко поставлялись для автомобилей Mercedes-Benz начала 1950-х годов.
В 1955 году, после 10 лет ограничений, компания вновь смогла создавать различные радарные средства. В последующие годы создаются радары для гражданской авиации и судоходства. А в 1963 году инженер Telefunken Вальтер Брух представляет специалистам европейского вещательного союза (EBU) систему цветного телевидения PAL. В 1967 году система PAL становится телевизионным стандартом в ФРГ. На сегодняшний день система PAL является основной системой цветного телевидения в Европе (кроме Франции и СССР), Азии, Австралии и ряде стран Африки и Южной Америки.
На рубеже 1960—1970-х годов с конвейеров предприятия сходит двухмиллионный катушечный магнитофон Magnetophon 204 TS, а чуть позже — и десятимиллионный чёрно-белый телевизор.

### Объединение с AEG
В январе 1967 года компании Telefunken и AEG были объединены. Совместное предприятие получило название Allgemeine Elektricitäts-Gesellschaft AEG-Telefunken, а центральный офис был перенесён во Франкфурт-на-Майне.
В 1972 году из концерна была выделена независимая Telefunken Fernseh und Rundfunk GmbH, которая занималась радиовещанием и телевидением.
После этого также были отделены:
- AEG-Telefunken Anlagentechnik AG (инновационные разработки);
- AEG-Telefunken Serienprodukte AG (серийные продукты);
- AEG-Telefunken Kommunikationstechnik AG (коммуникационные технологии).

Telefunken Fernseh und Rundfunk GmbH в 1984 году приобрёл французский концерн Thomson (Thomson-CSF). С этого времени Thomson использовал бренд Telefunken как торговую марку. Материнская же компания в 1979 году сменила громоздкое название на AEG-Telefunken AG.
Многочисленные финансовые проблемы AEG привели к тому, что активы компании продавались различным фирмам по всему миру на протяжении ряда лет, а сам AEG в 1985 году был выкуплен концерном Daimler-Benz AG.
В 1995 году Daimler-Benz продает AEG-Telefunken в EHG Electroholding GmbH, ныне дочернее предприятие Daimler AG.

### Сегодня
С 2000 года Telefunken работает более чем с 50 партнёрами в 120 странах мира, которые продают оригинальные продукты или работают по системе OEM, с внедрением своих технологий в выпускаемых изделиях. С 2006 года крупнейший производитель телевизоров в Европе турецкий холдинг Profilo Holding производил ЖК-телевизоры под маркой Telefunken. В 2008 году сотрудничество с Profilo было прекращено, телевизоры под маркой Telefunken производит компания Vestel.
В 2001 году в Северной Америке, в Южном Виндзоре в штате Коннектикут появилось предприятие Telefunken USA; цель — создание точных реплик оригинальных микрофонов. В 2009 году в результате конференции, организованной во Франкфурте, предприятие наделяют эксклюзивными правами на производство широкого спектра акустической аппаратуры под маркой Telefunken, предприятие Telefunken USA переименовывают в Telefunken Elektroakustik.
В отдельный сегмент выделяется[когда?] производство светодиодного оборудования этой торговой марки — Telefunken-lighting.

## Достижения
Компания Telefunken создала первую в мире электронную телекамеру — Telefunken Ikonoskop, которая использовалась в 1936 году для прямой трансляции XI Олимпийских летних игр в Берлине.
Приняла активное участие в создании общеевропейской системы аналогового цветного телевидения PAL.
Обладательница свыше 20 000 патентов.